# Philoxenosz (grammatikus)
Philoxenosz (Kr. e. 1. század) görög grammatikus

## Élete
Alexandriából származott és Rómában élt. Az Iliasz kritikai írásjeleiről készített munkája, valamint egyéb Homérosz-kommentárjai elvesztek. Cicero tesz említést róla.[forrás?]